# 卡蘭恰克 (敖德薩州)
45°32′10″N 28°47′38″E / 45.53611°N 28.79389°E
卡蘭恰克（烏克蘭語：Каланчак）是位於烏克蘭西南部的村莊，由敖德萨州伊茲梅爾區的薩夫亞尼市鎮負責管轄。該村始建於1830年，面積2.25平方公里，海拔高度37米，2001年人口1,208，人口密度每平方公里536.89人。